# Phân loại khí hậu Köppen
| Af Am Aw/As |  | BWh BWk BSh BSk |  | Csa Csb Csc |  | Cwa Cwb Cwc |  | Cfa Cfb Cfc |  | Dsa Dsb Dsc Dsd |  | Dwa Dwb Dwc Dwd |  | Dfa Dfb Dfc Dfd |  | ET EF |

Bản đồ khí hậu Köppen–Geiger được cập nhật

Phân loại khí hậu Köppen là một trong những hệ thống phân loại khí hậu được sử dụng rộng rãi nhất. Nó được Wladimir Köppen, một nhà khí hậu học người Đức phát triển vào khoảng năm 1900 (với vài sửa đổi sau này do chính ông thực hiện, đáng chú ý nhất là vào các năm 1918 và 1936). Nó dựa trên khái niệm cho rằng thảm thực vật bản địa là diễn giải tốt nhất cho khí hậu, vì thế ranh giới của các đới khí hậu phải được lựa chọn với sự phân bố thảm thực vật trong suy nghĩ và ý tưởng. Nó kết hợp các nhiệt độ trung bình hàng năm và hàng tháng cùng lượng giáng thủy, cũng như tính chất theo mùa của giáng thủy.

## Kiểu sắp xếp
Sơ đồ phân loại khí hậu Köppen phân chia các đới khí hậu ra thành 5 nhóm chính và vài kiểu cùng vài phụ kiểu. Mỗi kiểu khí hậu cụ thể được ký hiệu bằng 2 tới 4 chữ cái.

### Nhóm A:Khí hậu nhiệt đới/đại nhiệt
Khí hậu nhiệt đới (xem nhiệt đới) được đặc trưng bằng nhiệt độ cao khá ổn định (ở mực nước biển và ở các cao độ thấp) — tất cả 12 tháng của năm có nhiệt độ trung bình là 18 °C (64,4 °F) hoặc cao hơn. Nó được chia thành:
- Khí hậu rừng mưa nhiệt đới (Af): Tất cả 12 tháng có lượng giáng thủy trung bình ít nhất là 60 mm (2,36 inch). Khí hậu kiểu này thông thường diễn ra trong phạm vi 5-10° xung quanh xích đạo. Ở một số khu vực bờ biển phía đông, nó có thể mở rộng tới 25° từ đường xích đạo. Khí hậu kiểu này bị chi phối bởi hệ thống áp suất thấp đới lặng gió xích đạo quanh năm, và vì thế không có các mùa một cách rõ ràng. Các ví dụ là Singapore hay Belém (Brasil).

Một số khu vực có kiểu khí hậu này trên thực tế là ẩm thấp đều đều và đơn điệu quanh năm (ví dụ, bờ biển phía Thái Bình Dương của tây bắc Nam Mỹ và Trung Mỹ, từ Ecuador tới Costa Rica, như ở Andagoya, Colombia), nhưng trong nhiều trường hợp thì trong khoảng thời gian mặt trời lên cao hơn và ngày dài hơn là ẩm thấp nhất (như tại Palembang, Indonesia) hoặc ngược lại khi trong khoảng thời gian mặt trời thấp hơn và ngày ngắn hơn lại có thể có nhiều mưa (như tại Sitiawan, Malaysia).
Một vài khu vực với kiểu khí hậu này có thể thấy ngoài phạm vi nhiệt đới, gần như chỉ có ở Nam bán cầu; một ví dụ là Santos, Brasil. Lưu ý rằng thuật ngữ không mùa được hiểu như là sự thiếu hụt trong khu vực nhiệt đới các khác biệt lớn về khoảng thời gian ban ngày và nhiệt độ trung bình tháng (hay ngày) trong cả năm. Có các biến đổi mang tính chu kỳ hàng năm tại khu vực nhiệt đới, khó dự báo hơn như các biến đổi tại khu vực ôn đới, mặc dù không liên quan tới nhiệt độ nhưng liên quan tới khả năng cung cấp nước như mưa, sương mù, nước bề mặt và nước ngầm. Phản ứng của thực vật (ví dụ vật hậu học), động vật (ăn uống, di cư, sinh sản v.v) và các hoạt động của con người (gieo trồng, thu hoạch, săn bắn, đánh cá v.v) cũng tuân thủ theo tính chất mùa vụ này. Trên thực tế, tại khu vực nhiệt đới Nam Mỹ và Trung Mỹ, mùa mưa (hay mùa nước cao) được gọi là mùa mưa hay inverno, mặc dù nó xảy ra trong mùa hè của Bắc bán cầu; và tương tự, mùa khô (hay mùa nước thấp) được gọi là mùa khô hay verão và diễn ra vào mùa đông của Bắc bán cầu.
- Khí hậu nhiệt đới gió mùa (Am): Kiểu khí hậu này, phổ biến nhất ở miền nam và đông nam châu Á, được tạo ra từ các luồng gió mùa thay đổi hướng phù hợp với các mùa. Khí hậu này có tháng khô nhất (diễn ra gần như ngay thời điểm hay chỉ ngay sau khi có đông chí cho nửa đó của đường xích đạo) với lượng giáng thủy ít hơn 60 mm/tháng, nhưng lớn hơn (100 − tổng lượng giáng thủy (mm)/25).Ví dụ như tại Conakry (Guinée), Chittagong (Bangladesh), Miami (Florida).

Cũng tồn tại kịch bản khác mà theo đó một số khu vực là phù hợp với tiêu chí này; nó được nhắc tới như là khí hậu bờ biển duyên hải gió mậu dịch do các luồng gió từ hướng đông mang đủ lượng giáng thủy trong các tháng "mùa đông" để ngăn không cho khí hậu trở thành khí hậu ẩm và khô nhiệt đới. Huế (Việt Nam) và Viêng Chăn (Lào) là những ví dụ về các khu vực như vậy.
- Khí hậu ẩm và khô nhiệt đới hay khí hậu xavan (Aw): Kiểu khí hậu này có mùa khô rõ rệt, với tháng khô nhất có lượng giáng thủy nhỏ hơn 60 mm và cũng nhỏ hơn (100 − tổng lượng giáng thủy (mm)/25).Các ví dụ: Bengaluru (Ấn Độ), Veracruz (México), Townsville, Queensland (Úc).

Phần lớn các khu vực có kiểu khí hậu này đều nằm tại các ranh giới ngoài của miền nhiệt đới, nhưng đôi khi cũng nằm bên trong khu vực nhiệt đới (ví dụ San Marcos, Antioquia, Colombia). Trên thực tế, vùng bờ biển Caribe, về phía đông từ vịnh Urabá ở biên giới Colombia-Panamá tới vùng châu thổ sông Orinoco, trên Đại Tây Dương (khoảng 4.000 km), có thời kỳ khô hạn kéo dài (cực đại là khí hậu BSh (xem dưới đây), được đặc trưng bằng lượng giáng thủy rất thấp, không chắc chắn, tồn tại trong các khu vực rộng như ở bán đảo Guajira, Coro, miền tây Venezuela, các bán đảo ở xa về phía bắc nhất của Nam Mỹ, là các khu vực nhận được ít hơn 300 mm tổng lượng giáng thủy hàng năm, thực tế chỉ diễn ra trong 2-3 tháng). Điều kiện như vậy trải dài tới Tiểu Antilles và Đại Antilles tạo thành cái gọi là vành đai khô hạn vòng quanh Caribe. Độ dài và tính khắc nghiệt của mùa khô giảm dần về phía nội địa (phía nam); ở vĩ độ của sông Amazon (chảy theo hướng đông, ngay phía nam của đường xích đạo) thì khí hậu là Af (rừng mưa nhiệt đới). Về phía đông của dãy núi Andes, nằm giữa khu vực khô hạn Caribe và khu vực ẩm ướt Amazon là các llano (các đồng cỏ xavan) ven sông Orinocor, mà từ đó kiểu khí hậu này được đặt tên.
Đôi khi As được sử dụng thay cho Aw nếu như mùa khô diễn ra trong thời gian mặt trời cao hơn và ngày dài hơn. Đây là trường hợp của Hawaii (Honolulu), Đông Phi (Mombasa, Kenya) và Sri Lanka (Trincomalee) v.v. Tuy nhiên, ở phần lớn các khu vực có kiểu khí hậu ẩm và khô nhiệt đới thì mùa khô diễn ra vào khoảng thời gian mặt trời thấp hơn và ngày ngắn hơn do các hiệu ứng bóng mưa diễn ra trong 'nửa mặt trời cao' của năm.

### Nhóm B: Khí hậu khô (khô cằn và bán khô cằn)
Các kiểu khí hậu này được đặc trưng bằng một thực tế là lượng giáng thủy thấp hơn lượng bốc thoát hơi nước tiềm năng. Ngưỡng giáng thủy (tính bằng mm) được xác định như sau:
Nếu ở Bắc bán cầu, nó sẽ bằng nhiệt độ trung bình năm (°C) x 20 + 280 (nếu >=70% tổng lượng giáng thủy diễn ra trong thời gian mặt trời cao của năm (từ tháng 4 tới tháng 9), hay + 140 (nếu 30%-70% tổng lượng giáng thủy diễn ra trong thời gian mặt trời cao), hoặc + 0 (nếu ít hơn 30% tổng lượng giáng thủy diễn ra trong thời gian mặt trời cao). Ở Nam bán cầu tính toán tương tự, nhưng cho khoảng thời gian từ tháng 10 năm trước tới tháng 3 năm sau.
Nếu lượng giáng thủy hàng năm thấp hơn một nửa ngưỡng giáng thủy cho nhóm B, thì nó được phân loại như là BW (khí hậu sa mạc); nếu thấp hơn ngưỡng giáng thủy nhưng cao hơn một nửa ngưỡng này thì được phân loại như là BS (khí hậu thảo nguyên).
Một ký tự thứ ba có thể được thêm vào để chỉ nhiệt độ. Nguyên thủy, h là ký hiệu chỉ khí hậu vĩ độ thấp (nhiệt độ trung bình hàng năm trên 18 °C [64,4 °F]), k để chỉ khí hậu vĩ độ trung bình (nhiệt độ trung bình năm dưới 18 °C), nhưng hiện nay phổ biến hơn (đặc biệt tại Hoa Kỳ) là sử dụng h để chỉ tháng lạnh nhất có nhiệt độ trung bình trên 0 °C (32 °F), còn k để chỉ tháng lạnh nhất có nhiệt độ trung bình dưới 0 °C.
Các ví dụ: Yuma (Arizona) với khí hậu BWh, Thổ Lỗ Phan (Tân Cương, Trung Quốc) với khí hậu BWk, Cobar (New South Wales, Australia) với khí hậu BSh, Murcia (Tây Ban Nha) với khí hậu BSh, Medicine Hat (Alberta, Canada) với khí hậu BSk. Một số khu vực sa mạc, nằm dọc theo các bờ phía tây của các châu lục tại các vị trí nhiệt đới hay gần-nhiệt đới, được đặc trưng bằng các nhiệt độ lạnh hơn so với các vị trí khác có vĩ độ tương tự (do sự hiện diện gần đó của các dòng hải lưu lạnh) và sương mù thường xuyên cũng như mây thấp, mặc thực tế là các vị trí đó được xếp vào dạng khô nhất trên Trái Đất khi xét theo lượng giáng thủy thực tế nhận được. Kiểu khí hậu này đôi khi gọi là BWn và các ví dụ bao gồm Lima (Peru) hay Walvis Bay (Namibia).
Đôi khi, chữ cái thứ tư cũng được thêm vào để chỉ mùa đông hay mùa hè là "ẩm hơn" so với nửa kia của năm. Để xác định, tháng ẩm nhất phải có ít nhất 60 mm lượng giáng thủy trung bình nếu tất cả 12 tháng đều trên 18 °C, hay 30 mm (1,18 inch) nếu không phải vậy; cộng với ít nhất 70% của tổng lượng giáng thủy phải nằm trong cùng nửa của năm với tháng ẩm nhất; nhưng chữ cái này được sử dụng là để chỉ khi nào mùa khô diễn ra, chứ không phải "mùa ẩm". Ví dụ Khartoum (Sudan) được coi là có khí hậu BWhw, Niamey (Niger) là BShw, El Arish (Ai Cập) là BWhs, Asbi'ah (Libya) là BShs, tỉnh Ömnögovi (Mông Cổ) là BWkw, Tây Ninh (Trung Quốc) là BSkw (BWks và BSks không tồn tại nếu 0 °C trong tháng lạnh nhất được ghi nhận như là ranh giới của h/k). Nếu các tiêu chuẩn đối với w hay s đều không đạt thì không thêm chữ cái thứ tư.

### Nhóm C: Khí hậu ôn đới/trung nhiệt
Các kiểu khí hậu này có nhiệt độ trung bình trên 10 °C (50 °F) trong các tháng ấm nhất, và tháng lạnh nhất trung bình nằm trong khoảng −3 °C tới 18 °C (Một số nhà khí hậu học, như tại Hoa Kỳ, lại thích chọn mốc 0 °C hơn là −3 °C cho tháng lạnh nhất như là ranh giới giữa nhóm này và nhóm D; điều này được chọn là để ngăn một số vị trí tại khu vực mũi biển ở New England — chủ yếu là Cape Cod — và các đảo cận kề như Nantucket và Martha's Vineyard, không cho chúng phù hợp với thể loại khí hậu ôn đới hải dương dưới đây; thể loại này còn được biết đến như là khí hậu hải dương bờ biển phía tây, và trên thực tế loại trừ các vị trí nói trên, hạn chế nó chỉ ở các khu vực được tìm thấy dọc theo các rìa phía tây của các châu lục, ít nhất là tại Bắc bán cầu). Điều này cũng chuyển một số khu vực có vĩ độ trung bình – như một phần của thung lũng Ohio và một số khu vực trong các bang giữa Đại Tây Dương – ra khỏi cận nhiệt đới ẩm sang lục địa ẩm.
Chữ cái thứ hai chỉ kiểu giáng thủy — w chỉ ra mùa đông khô (lượng giáng thủy trung bình của tháng khô nhất mùa đông thấp hơn 1/10 lượng giáng thủy trung bình của tháng mùa hè ẩm nhất; một biến thể khác đòi hỏi tháng khô nhất mùa đông có ít hơn 30 mm lượng giáng thủy trung bình), s chỉ ra mùa hè khô (tháng khô nhất mùa hè có ít hơn 30 mm lượng giáng thủy trung bình và ít hơn 1/3 lượng giáng thủy của tháng ẩm nhất mùa đông) còn f nghĩa là lượng giáng thủy có ý nghĩa trong tất cả các mùa (nếu một trong hai tập hợp điều kiện nói trên không thỏa mãn).
Chữ cái thứ ba chỉ ra cấp độ của nhiệt mùa hè — a là nhiệt độ trung bình tháng nóng nhất trên 22 °C (71,6 °F), b là nhiệt độ trung bình tháng nóng nhất dưới 22 °C, với ít nhất 4 tháng trung bình trên 10 °C, còn c là 3 hoặc ít hơn số tháng với nhiệt độ trung bình trên 10 °C.
Trật tự của hai chữ cái này đôi khi được đảo nhau, đặc biệt là đối với các nhà khí hậu học Hoa Kỳ.
Các khí hậu nhóm C được chia ra như sau:
- Khí hậu Địa Trung Hải (Csa, Csb): Các kiểu khí hậu này thông thường diễn ra ở nửa phía tây của châu lục giữa các vĩ độ 30° và 45°, mặc dù ở bờ biền phía tây của Bắc Mỹ, chúng chỉ có dấu vết nhỏ xa về phía bắc tới tận vĩ độ 48°. Các khí hậu này nằm trong khu vực frông vùng cực về mùa đông, và vì thế có nhiệt độ vừa phải và có thể thay đổi, thời tiết mưa. Mùa hè nóng và khô, do sự chi phối của các hệ thống áp cao cận nhiệt đới, ngoại trừ tại các khu vực duyên hải gần cạnh, tại đó mùa hè mát hơn do sự hiện diện cận kề của các dòng hải lưu lạnh có thể đưa lại sương mù nhưng không đủ để gây mưa. Kiểu khí hậu này có mùa khô rõ rệt, với tháng khô nhất có lượng giáng thủy nhỏ hơn 40 mm và cũng nhỏ hơn. Các ví dụ là Palermo (Italia) Csa, Antalya (Thổ Nhĩ Kỳ) Csa, Madrid (Tây Ban Nha) Csa, Marseille (Pháp) Csa, Los Angeles (California) Csa, Perth (Australia) Csa, Risan (Montenegro) Csb, Porto (Bồ Đào Nha) Csb, San Francisco (California) Csb, Seattle (Washington) đôi khi xếp là Cfb.

- Khí hậu cận nhiệt đới ẩm (Cfa, Cwa): Các kiểu khí hậu này thông thường xảy ra bên trong các châu lục, hoặc ở các bờ biển phía đông của chúng, giữa các vĩ độ 25° và 40° (46° vĩ bắc ở châu Âu). Không giống như khí hậu Địa Trung Hải, mùa hè là ẩm ướt do các luồng không khí nhiệt đới không ổn định, hay các luồng gió mậu dịch thổi về phía bờ. Tại miền đông châu Á, mùa đông có thể khô (và lạnh hơn so với các khu vực khác cùng vĩ độ) do hệ thống áp cao Siberi, và mùa hè rất ẩm ướt do ảnh hưởng của gió mùa. Các ví dụ là Houston (Texas Cfa, Brisbane (Queensland, Australia) Cfa, Atlanta (Georgia) Cfa, Yalta (Ukraina) Cfa, Porto Alegre (Brasil) Cfa, La Điền (Quý Châu, Trung Quốc) Cwa, Hà Nội, (Việt Nam) Cwa

- Khí hậu ôn đới hải dương hay  khí hậu hải dương (Cfb, Cwb): Các khí hậu Cfb thông thường diễn ra ở phía tây của châu lục giữa các vĩ độ 45° và 55°; thông thường chúng nằm cận kề nhưng về phía cực của khí hậu Địa Trung Hải, mặc dù tại Australia thì khí hậu kiểu này lại nằm cận kề về phía cực đối với khí hậu cận nhiệt đới ẩm, và ở một vĩ độ thấp hơn một chút. Tại miền tây châu Âu, khí hậu này diễn ra tại khu vực duyên hải tới vĩ độ 63°. Các khí hậu này bị chi phối quanh năm bởi frông vùng cực, dẫn tới kiểu thời tiết hay thay đổi, thường nằm ngoài dự báo. Mùa hè lạnh hơn do mây che phủ, nhưng mùa đông lại dịu hơn so với các kiểu khí hậu tại các khu vực khác có vĩ độ tương đương. Các ví dụ là Limoges (Pháp) Cfb, Langebaanweg (Nam Phi) Cfb, Curitiba (Brasil) Cfb, Prince Rupert (British Columbia, Canada) Cfb, Bergen (Na Uy) Cfb. Khí hậu Cfb cũng gặp ở các độ cao lớn tại một số khu vực nhiệt đới và cận nhiệt đới, tại đó khí hậu sẽ có thể là rừng mưa nhiệt đới hay rừng mưa cận nhiệt đới nếu như không ở độ cao như vậy. Bogotá (Colombia) và Crkvice (Montenegro) Cfsb, Crkvice tại Orjen giữ kỷ lục châu Âu về lượng giáng thủy – trung bình là 4.927 mm/m² (1931-1960) có lẽ là ví dụ tốt nhất. Cwb được tìm thấy chỉ ở các cao độ lớn hơn, mà nếu không phải vậy thì khí hậu sẽ có thể là nhiệt đới ẩm và khô. Các ví dụ là Addis Ababa (Ethiopia), Mexico City (México), Campos do Jordão (Brasil). Trong các phần ven Thái Bình Dương ở tây bắc Bắc Mỹ, khí hậu Cfb đôi khi là tương tự như khí hậu Địa Trung Hải ở chỗ mùa hè tương đối khô. Các ví dụ có Seattle (Washington) Cfb, đoi khi coi là Csb, Victoria (British Columbia, Canada) Cfb, đôi khi coi là Csb, Puerto Montt (Chile) Cfb, đôi khi coi là Csb.

- Khí hậu hải dương cận bắc cực hay khí hậu hải dương cận cực (Cfc): Các kiểu khí hậu này diễn ra về phía cực so với khí hậu ôn đới hải dương, và bị hạn chế hoặc là chỉ ở các dải hẹp ven biển ở rìa phía tây về phía cực của các châu lục, hay (đặc biệt là ở Bắc bán cầu) ở các đảo ngoài khơi các vùng duyên hải đó. Các ví dụ có Punta Arenas (Chile) Cfc, Monte Dinero (Argentina) Cfc, Reykjavík (Iceland) Cfc, Tórshavn (quần đảo Faroe) Cfc, Harstad (Na Uy) Cfc.

### Nhóm D:Khí hậu lục địa/tiểu nhiệt
Các kiểu khí hậu này có nhiệt độ trung bình trên 10 °C trong các tháng ấm nhất, và tháng lạnh nhất có nhiệt độ trung bình dưới −3 °C (hay 0 °C trong một vài phiên bản, như ở Mỹ). Kiểu khí hậu này thường diễn ra bên trong các châu lục, hay ở vùng duyên hải phía đông của chúng, về phía bắc của 40° vĩ bắc. Tại Nam bán cầu, khí hậu nhóm D là rất hiếm do các châu lục là nhỏ hơn ở các vĩ độ trung bình và gần như hoàn toàn không tồn tại các khối đất ở phía nam 40° vĩ nam, ngoại trừ chỉ một vài vị trí cao nguyên tại New Zealand với tuyết rơi nhiều về mùa đông.
Các chữ cái thứ hai và thứ ba được sử dụng giống như cho các kiểu khí hậu nhóm C, trong khi chữ cái thứ ba d chỉ ra 3 hay ít hơn số tháng với nhiệt độ trung bình trên 10 °C và tháng lạnh nhất có nhiệt độ dưới −38 °C (−36,4 °F).
Các khí hậu nhóm D được phân chia như sau:
- Khí hậu lục địa nóng mùa hè (Dfa, Dwa, Dsa): Các khí hậu kiểu Dfa thường diễn ra tại các vĩ độ trong khoảng 30-40°, và tại miền đông châu Á thì khí hậu Dwa kéo dài xuống phía nam do ảnh hưởng của hệ thống áp cao Siberi, nó cũng làm cho mùa đông ở đây khô còn mùa hè có thể rất ẩm vì ảnh hưởng của sự lưu thông gió mùa. Các ví dụ có Boston (Massachusetts) Dfa, Chicago (Illinois) Dfa, Santaquin (Utah) Dfa, Seoul (Hàn Quốc Dwa. Khí hậu kiểu Dsa chỉ tồn tại ở các độ cao lớn hơn cận kề với các khu vực có khí hậu Địa Trung Hải, như tại Cambridge (Idaho) và Saqqez ở Kurdistan.

- Khí hậu lục địa mùa hè ấm hay khí hậu bán Bắc cực (Dfb, Dwb, Dsb): Kiểu khí hậu Dfb và Dwb nằm ngay phía bắc của khí hậu lục địa mùa hè nóng, nói chung trong khoảng 40-50° vĩ bắc ở Bắc Mỹ, cũng như ở miền trung và đông châu Âu cùng Nga, giữa các khí hậu ôn đới hải dương và lục địa cận bắc cực, tại đó nó trải dài tới các vĩ độ lớn hơn 50 và nhỏ hơn 60°.<Các ví dụ có Moncton (New Brunswick, Canada) Dfb, Minsk (Belarus) Dfb, Revelstoke (British Columbia, Canada) Dfb, Fargo (Bắc Dakota) Dfb, Vladivostok (Nga) Dwb, Stockholm (Thụy Điển) Dfb. Khí hậu Dsb diễn ra theo kịch bản tương tự như Dsa, nhưng ở các cao độ lớn hơn, và chủ yếu tại Bắc Mỹ do tại đây khí hậu Địa Trung Hải kéo dài xa hơn về phía cực so với ở đại lục Á-Âu; Ví dụ là Mazama, Washington.

- Khí hậu lục địa cận Bắc cực hay  khí hậu Boreal (taiga) (Dfc, Dwc, Dsc): Kiểu khí hậu Dfc và Dwc diễn ra về phía cực so với các khí hạu nhóm D khác, chủ yếu trong khoảng 50° vĩ bắc, mặc dù nó có thể kéo dài tới 70° vĩ bắc. Các ví dụ Sept-Îles (Quebec, Canada) Dfc, Anchorage (Alaska) Dfc, Mount Robson (British Columbia, Canada) Dfc, Irkutsk (Nga) Dwc, Kirkenes (Finnmark, Na Uy) Dfc. Khí hậu Dsc, tương tự như Dsa và Dsb, bị hạn chế chỉ ở các vị trí cao nguyên gần khu vực có khí hậu Địa Trung Hải, và là hiếm nhất trong số 3 kiểu khí hậu cần có độ cao lớn để tạo ra. Hai ví dụ là Zubački kabao (Montenegro) Dfsc và Galena Summit (Idaho).

- Khí hậu lục địa cận bắc cực với mùa đông cực kỳ khắc nghiệt (Dfd, Dwd): Các kiểu khí hậu này chỉ diễn ra ở miền đông Siberi. Tên gọi của một số địa danh có kiểu khí hậu này- chẳng hạn như Verkhoyansk và Oymyakon; đã trở thành từ đồng nghĩa có thể kiểm chứng cho sự lạnh giá mùa đông cực kỳ khắc nghiệt.

### Nhóm E: Khí hậu vùng cực
Kiểu khí hậu này được đặc trưng bằng nhiệt độ trung bình thấp hơn 10 °C trong cả 12 tháng của năm:
- Khí hậu lãnh nguyên hay khí hậu tundra (ET): Tháng ấm nhất có nhiệt độ trung bình trong khoảng 0 °C tới 10 °C. Các kiểu khí hậu này diễn ra ở rìa phía bắc của Bắc Mỹ và đại lục Á Âu cũng như trên các đảo cận kề; chúng cũng diễn ra dọc theo rìa ngoài châu Nam Cực (đặc biệt là bán đảo Palmer) cũng như các đảo cận kề. Các ví dụ có Iqaluit (Nunavut, Canada), Provideniya (Nga), đảo Deception (châu Nam Cực), Longyearbyen, Svalbard. Khí hậu kiểu ET cũng tổn tại trên các cao độ lớn ngoài khu vực vùng cực, phía trên đường cây thân gỗ — như tại đỉnh Washington (New Hampshire).
- Khí hậu chỏm băng (EF): Tất cả 12 tháng có nhiệt độ trung bình dưới 0 °C. Kiểu khí hậu này là thịnh hành ở châu Nam Cực (như Scott Base) và trong phần bên trong của Greenland (như Eismitte hay North Ice).
- Đôi khi, chữ cái thứ ba viết thường cũng được thêm vào cho các kiểu khí hậu ET nếu như mùa hè hoặc mùa đông là khô hơn so với nửa còn lại của năm; vì thế đảo Herschel ('Qikiqtaruk', trong tiếng Inuvialuit) ngoài khơi của lãnh thổ Yukon (Canada), có khí hậu kiểu ETw, còn Pic du Midi de Bigorre (Pháp) trong dãy núi Pyrenees có khí hậu ETs. Nếu như giáng thủy là tương đối đồng đều trong cả năm, ETf có thể được sử dụng, chẳng hạn như cho Hebron, Labrador. Khi tùy chọn đưa vào những chữ cái này được thực hiện thì các quy tắc tương tự như cho các nhóm C và D được áp dụng, với yêu cầu bổ sung rằng tháng ẩm nhất phải có trung bình ít nhất là 30 mm giáng thủy (các kiểu khí hậu nhóm E có thể khô như hay khô hơn so với các khí hậu nhóm B, dựa trên lượng giáng thủy thực tế nhận được, nhưng tốc độ bay hơi của chúng là thấp hơn nhiều). Các chữ cái để chỉ giáng thủy theo mùa gần như không bao giờ gắn với các khí hậu kiểu EF, chủ yếu là do khó khăn trong việc phân biệt giữa tuyết đang rơi và tuyết đang bị thổi, do tuyết là nguồn duy nhất cung cấp hơi ẩm cho các khí hậu kiểu này.

## Phê phán
Một số nhà khí hậu học cho rằng hệ thống Köppen có thể phải được hoàn thiện thêm nữa. Một trong những sự phản đối hay phát sinh nhất liên quan tới thể loại ôn đới nhóm C, được nhiều người coi là quá rộng (ví dụ, nó bao gồm cả Tampa (Florida) và Cape May (New Jersey)). Trong Applied Climatology (ấn bản lần đầu năm 1966), John Griffiths đã đề xuất một miền mới là cận nhiệt đới, bao gồm các khu vực với tháng lạnh nhất có nhiệt độ trong khoảng 6 °C (42,8 °F) và 18 °C (64,4 °F), nghĩa là phân chia nhóm C ra thành hai phần gần như bằng nhau (sơ đồ của ông gắn chữ B cho miền mới, và nhận biết các khí hậu khô với chữ cái bổ sung ngay sau chữ cái dựa trên cơ sở nhiệt độ).
Một luận điểm gây bất đồng khác là các khí hậu khô nhóm B; luận cứ ở đây là cho rằng sự chia tách chúng theo Köppen thành chỉ hai tiểu thể loại theo nhiệt là không hợp lý. Những người giữ quan điểm này (trong đó có Griffiths) đã gợi ý rằng các khí hậu khô nên được đặt trong cùng một thể liên tục về nhiệt độ như các kiểu khí hậu khác, với chữ cái chỉ nhiệt nên được viết nối theo bằng các chữ cái viết hoa bổ sung — S cho thảo nguyên hay W (hoặc D) cho sa mạc — như có thể áp dụng được (Griffiths cũng đưa ra một công thức thay thế để sử dụng như là ngưỡng đo độ khô cằn: R = 160 + 9T, với R tương đương với ngưỡng giáng thủy trung bình hàng năm tính bằng mm, và T chỉ ra nhiệt độ trung bình hàng năm tính theo độ Celsius).
Ý tưởng thứ ba là tạo ra miền hải dương vùng cực hay miền EM trong phạm vi nhóm E để chia tách các vị trí hải dương tương đối ôn hòa (như Ushuaia (Argentina) và khu vực phía ngoài khơi xa của quần đảo Aleut) ra khỏi các kiểu khí hậu lãnh nguyên lục địa lạnh lẽo hơn. Các đề xuất cụ thể là bất đồng với nhau; một số ủng hộ cho việc thiết lập thông số tháng lạnh nhất, như −7 °C (19,4 °F), trong khi số còn lại ủng hộ việc cấp tên gọi kiểu khí hậu mới cho các khu vực với nhiệt độ trung bình hàng năm trên 0 °C.
Độ chính xác của đường đẳng nhiệt tháng ấm nhất 10 °C như là sự bắt đầu của khí hậu vùng cực cũng bị đặt câu hỏi; ví dụ Otto Nordenskiöld đã nghĩ ra công thức thay thế: W = 9 − 0,1 C, với W đại diện cho nhiệt độ trung bình của tháng ấm nhất và C là nhiệt độ trung bình của tháng lạnh nhất, cả hai đều tính bằng độ Celsius (ví dụ, nếu tháng lạnh nhất có nhiệt độ trung bình là −20 °C, còn tháng ấm nhất trung bình là 11 °C hoặc cao hơn sẽ ngăn không cho khí hậu được coi là khí hậu vùng cực). Ranh giới này dường như là tuân thủ gần gũi hơn với đường cây thân gỗ, hay vĩ độ về phía vùng cực mà cây thân gỗ không thể mọc, hơn là đường đẳng nhiệt 10 °C cho tháng ấm nhất; đường thứ nhất có xu hướng chạy về phía vùng cực của đường thứ hai khi gần với các rìa phía tây của châu lục, nhưng lại ở các vĩ độ thấp khi ở bên trong các khối đất lục địa, hai đường này giao nhau tại hay gần các bờ phía đông của cả châu Á và Bắc Mỹ.

## Bản đồ thế giới theo phân loại khí hậu Köppen-Geiger giai đoạn 1951-2000
Dựa trên các dữ liệu gần đây từ Climatic Research Unit (CRU) của Đại học East Anglia và của Global Precipitation Climatology Centre (GPCC) tại Cục dự báo thời tiết Đức, một bản đồ thế giới Köppen-Geiger số hóa mới về phân loại khí hậu cho nửa sau của thế kỷ 20 đã được biên soạn. 